# Умм Кульсум
Умм Кульсу́м (масри أمّ كلثوم, настоящее имя — Фатма эль-Захра бинт Эбрахим эс-Саййед эль-Бельтаги (масри فاطمة بنت إبراهيم السيد البلتاجي); 30 декабря 1898 или 4 мая 1904, Таммай эз-Захайра — 3 февраля 1975, Каир) — египетская певица, автор песен, актриса. Прославилась исполнением арабских песен. Одна из наиболее известных исполнителей в арабском мире. Обладала голосом контральто. Спустя четыре десятилетия после её смерти многие считают её самым выдающимся исполнителем в арабском мире XX века.

## Биография

### Детство и семья
Родилась в бедной семье в деревне Таммай эз-Захайра (мухафаза Дакахлия, район Эс-Симбиллавейн) в дельте Нила. В источниках встречаются две разных даты рождения девочки — 30 декабря 1898 и 4 мая 1904 года. Вторая дата значится в свидетельстве о рождении, но в биографии певицы в энциклопедии Music around the World указано, что документ был выдан через много лет после действительного рождения. Фатма была младшей из трёх детей в семье: её сестра Саида была на 10 лет старше, а брат Халид — на год. Мать девочки, Фатма аль-Малеги, вела домашнее хозяйство. Отец, шейх Эбрахим эс-Саййед эль-Бельтаги, был имамом деревенской мечети, но семья жила бедно, и Эбрахим подрабатывал пением на праздниках. Фатма получила традиционное мусульманское воспитание в деревенской школе, где по настоянию матери провела больше времени, чем другие девочки. Отец учил девочку читать Коран, и она, как говорят, запомнила всю книгу. Заучивание текстов Корана наизусть в юном возрасте стало ценным опытом для будущей профессиональной исполнительницы.

### Начало творчества
С пяти лет Фатма стала тайно подражать пению отца, зарабатывавшего пением на религиозных праздниках. Вскоре шейх Эбрахим это заметил и позволил ей петь на праздниках вместе с ним (также с ним пели сын и племянник). Ансамбль отца стал набирать популярность и ездить на гастроли, не в последнюю очередь благодаря голосу Фатмы. Согласно мусульманским обычаям девочка не могла выступать перед мужской аудиторией, поэтому на протяжении нескольких лет отец одевал её в мальчишеские одежды.
Уже во втором десятилетии XX века певческий голос и исполнительский талант девочки привлекли внимание местных аристократических семейств. В возрасте 16 лет её заметил популярный певец Абу-ль-Аля Мухаммед, который обучил её классическому репертуару. В 1920 году её встретил знаменитый композитор Закария Ахмед. По словам композитора, он «с тех пор не мог забыть её голос». К 1920 году она выступала в крупных городах, в том числе в Каире, куда окончательно перебралась с семьёй в 1922 или 1923 году, чтобы начать карьеру профессиональной исполнительницы. В 1924 году она познакомилась с поэтом Ахмедом Рами, который стал её наставником и автором слов для многих её песен, музыку к которым писал музыкант и композитор Мохамед эль-Касабджи.

## Профессиональная карьера
В 1923 году Умм Кульсум заключила контракт с немецкой звукозаписывающей компанией Odeon и в период с 1924 по 1926 год выпустила записи 14 песен. В это время репертуар певицы проходил трансформацию: из него исчезали религиозные песни, а на смену им приходили произведения светского характера. Певица контролировала процесс записи песен на всех его стадиях. Она работала с поэтами, добиваясь наиболее устраивавших её формулировок текста, и с композиторами, отбирая самый удачный вариант мелодии. После окончания этого этапа работы она подолгу репетировала, заучивая наизусть песню и заставляя делать то же самое сопровождавших её музыкантов, а после записи активно участвовала в редактировании трека. Диапазон голоса Умм Кульсум превышал две октавы, его отличал богатый, глубокий тембр, но исполнительская техника всё ещё была несовершенной, и в течение пяти лет после переезда в Каир Умм Кульсум также работала над этим аспектом. Тогда же певица сменила сопровождавший её семейный ансамбль на группу профессиональных исполнителей. Вскоре она стала одной из самых популярных певиц Египта, а к 1926 году, благодаря гонорарам от Odeon Records — самой высокооплачиваемой среди всех египетских исполнителей. По некоторым оценкам, певица, получившая прозвище «Звезда Востока», зарабатывала в год сумму, эквивалентную 10 тысячам долларов, 500 долларов за каждую запись и 50 долларов за концерт. Особенную известность получила песня «Аль-Атлаль» на музыку Риада аль-Сунбати, звучавшая практически во всех концертах Умм Кульсум. Работа с аль-Касабжи продолжалась до 1946 года, а с аль-Сунбати — до 1950-х годов. В 1940—1947 годах певица активно сотрудничала с Закарией Ахмедом и поэтом Байрамом аль-Туниси, чьи тексты были написаны простым народным языком. Среди появившихся в этом творческом содружестве песен несомненным шлягером стала «Я тебя жду». Из числа наиболее преданных поклонников певица набрала штат клакёров, заводивших публику на её концертах. Представители этой группы создавали ей поддержку также на деловых переговорах и в судебных разбирательствах.
В 1931 году Умм Кульсум впервые покинула Египет, отправившись с гастролями в Сирию. В 1934 году ей доверили открыть трансляции нового «Радио Каира», и в дальнейшем египетское радио вело ежемесячные прямые трансляции с её концертов; эти программы стали традиционными и шли вплоть до 1973 года в первый четверг каждого месяца, а с 1954 года выступления Умм Кульсум также вошли в программу радиостанции «Голос Америки». В 1936 году исполнительница впервые появилась на киноэкране. Она сыграла в снятой в голливудском стиле музыкальной ленте «Видад 1936», где исполнила роль молодой рабыни, влюблённой в своего хозяина. С 1940 года ведущий египетский режиссёр Ахмед Бадрахан снял целый ряд фильмов с участием Умм Кульсум и Фарида аль-Атраша. В двух последних лентах Умм Кульсум «Саллама» и «Фатма», вышедших на экраны в 1945 и 1947 годах, прозвучали многочисленные песни на слова Байрама аль-Туниси и музыку Закарии Ахмеда. В 1963 году голосом Умм Кульсум также пела героиня киноактрисы Набилы Эбейд. Богатые контракты с радио и киностудиями помогли певице сохранить высокие доходы на этом этапе её карьеры, когда сократились поступления от фирм звукозаписи.
После завершения игровой карьеры исполнительница вернулась к классическим истокам и часто работала в жанре касыды, который благодаря ей обрёл новую жизнь на арабской эстраде. С 1946 по середину 1950-х годов в её репертуаре появились 10 новых произведений в этом жанре на слова аль-Сунбати и Ахмеда Шауки. Она также обратилась к ещё одному классическому произведению восточной поэзии, выступая с музыкальной обработкой рубайат Омара Хайяма (перевод на арабский Ахмеда Рами). В 1960-е годы с певицей работал её бывший коллега, композитор Мухаммед Абд аль-Ваххаб. Первая же их совместная работа, «Ты моя жизнь», стала хитом и заняла постоянное место в репертуаре Умм Кульсум, а в период с 1964 по 1973 год Абд аль-Ваххаб написал для неё ещё 9 песен.
В 1944 году Умм Кульсум была удостоена чести выступить перед королём Египта ФарукомI. В том же году он удостоил её высшего знака отличия (нишан Эль Камаль). В дальнейшем певица, однако, проявила себя как убеждённая сторонница Гамаля Абделя Насера. После революции 1952 года в её репертуаре появилось значительное количество песен патриотического содержания, что в то время поощрялось новосозданным Министерством информации и национального управления. Одна из этих песен, «Walla Zaman Ya Selahy» (с араб. — «Клянусь Богом, время пришло, о моё оружие!»), первоначально написанная для Умм Кульсум, приобрела такую популярность, что с 1960 по 1979 год служила гимном Египта. Президент Насер также восхищался талантом Умм Кульсум. Его выступления и политические речи часто транслировали по радио сразу после её песен, чтобы добиться максимальной аудитории. В 1950-е годы Умм Кульсум занимала пост президента Союза музыкантов Египта и входила в состав комитета по прослушиванию египетского радио, а в 1960 году была удостоена ордена Добродетели. После поражения Египта в Шестидневной войне 1967 года она на протяжении трёх лет вела «музыкальную дипломатию», проводя в разных странах благотворительные концерты, сборы от которых шли в национальную казну Египта. Таким образом ей удалось собрать свыше 2,5 миллиона долларов. В 1969 году в репертуаре исполнительницы появилась песня «У меня теперь есть винтовка» на стихи сирийского поэта Низара Каббани, в которой она выражала готовность воевать за свободу Палестины. В 1970 году Умм Кульсум приехала на гастроли в СССР. Тогда её концерт не состоялся, так как в Египте умер Гамаль Абдель Насер, и она срочно вернулась в Каир.
В 1973 году Умм Кульсум вышла на пенсию в связи с ухудшающимся здоровьем. За годы карьеры она записала более 300 песен.

## Личная жизнь
На протяжении большей части карьеры, начиная с конца 1930-х годов, Умм Кульсум страдала от различных заболеваний дыхательной системы и щитовидной железы, а также воспалений глаз, связанных с долгим пребыванием на освещённой прожекторами эстраде. Из-за проблем с глазами певице часто приходилось выступать в тёмных очках. Она также страдала от депресcии, усугубившейся в 1947 году после смерти матери, за которой вскоре последовала и смерть брата. Приступы депрессии заставляли Умм Кульсум отменять концерты, а в 1949 году она была госпитализирована в Национальном военно-морском медицинском центре в США.
В 1920-е годы у Умм Культум сложились романтические отношения с поэтом Ахмедом Рами. Возможно, любовная связь существовала также между певицей и Мохамедом эль-Касабжи. В период близости с королевской семьёй Египта у Умм Кульсум завязался роман с дядей короля Фарука, Шарифом Сабри-пашой, но на их брак король разрешения не дал. Позже певица короткое время состояла в браке с президентом Союза музыкантов и исполнителем на уде Махмудом Шарифом. В 1954 году Умм Кульсум вышла замуж за врача-дерматолога Хасана аль-Хафнауи. Детей в этом браке не было. Умерла 3 февраля 1975 года, по одним источникам, от сердечной недостаточности, связанной с болезнью почек, а по другим от внутримозгового кровоизлияния. Во время похорон певицы на улицы Каира в знак скорби вышли около четырёх миллионов человек, в похоронах принимали участие послы и главы государств, в том числе президент Египта Анвар Садат.

## Память
Автобиография певицы существует в двух вариантах: в виде серии статей, публиковавшихся начиная с 1937 года в издании «Ахер Саа», и как книга, вышедшая в 1971 году в соавторстве с Махмудом Ауадом.
В 1982 году в Египте для композиторов и исполнителей арабских песен учреждена премия имени Умм Кульсум.
В Каире рядом с Нилометром расположен музей Умм Кульсум. Там есть архив записей и различные экспонаты, связанные с певицей. В Каире также установлен памятник певице.
В израильском городе Хайфа работает веганский ресторан имени певицы[значимость факта?].
Председательница Арабского музыкального общества Ратиба Аль-Хефни основала ансамбль арабской музыки имени Умм Кульсум. В 1990 году хореограф Морис Бежар поставил балет «Пирамида» на её песни. Художница Худа Лутфи создала в её честь в 1994 году коллаж «Богиня». В 2004 году альбом сенегальского певца Йуссу Н’Дура Egypt вышел с посвящением Умм Кульсум, а в 2006 году увидел свет посвящённый ей роман Селима Насиба «Я любил тебя за твой голос».
На аукционе в Дубае 29 апреля 2008 года любимое украшение певицы — девятирядное ожерелье, составленное из 1888 жемчужин, подаренное певице шейхом Заидом ибн Султаном Ал Нахъяном было продано за 1,38 миллионов долларов. Косынка и сценические очки певицы были проданы за 5,5 миллиона долларов.
Через 20 лет после смерти певицы продажи её записей продолжали достигать 300 тысяч экземпляров ежегодно.

## Дискография
- Aghadan alqak («Shall I see you tomorrow?») maqam ajam (1971)
- Ana Fi Entezarak (« I am waiting for you») (1943)
- Alf Leila wa Leila («One Thousand and One Nights»)…..maqam nahawand (1969)
- Arouh li Meen or Arook Lemeen («Whom Should I Go To»)…….maqam rast (1958)
- Al Atlal («The Ruins»)……maqam huzam (1966)
- Amal Hayati"; Sono («Hope of My Life») (1965)
- Ansak Ya Salam («Forget you? Come on!») (1961)maqam rast
- Aqbal al-layl («Night has arrived») (1969)
- Araka asiya al-dam («I see you refusing to cry») (1964)
- 'Awwidt 'ayni («I accustomed my eyes») (1957) maqam kurd
- Baeed Anak («Away From You»)…….maqam bayyati (1965)
- Betfaker fi Meen («Who Are You Thinking Of?»)…..maqam bayati (1963)
- Dalili Ehtar («I am lost») (1955) maqam kurd
- Dhikrayatun (Qessat Hobbi or the story of my love) («memories»)(1955)
- El Hobb Kolloh («All The Love»)…….maqam rast (1971)
- Ental Hobb («You Are The Love»)…….maqam nahwand (1965)
- Enta Omri — Sono («You Are the love of my life»)…….. maqam kurd (1964)
- Es’al Rouhak («Ask yourself»)maqam hugaz kar (1970)
- Fakarouni («They reminded me»)…….maqam rast (1966)
- Fit al-ma' ad ("It Is Too Late"or «the rendezvous is over») Sono Cairo…….maqam sikah (1967)
- Gharib' Ala Bab erraja («Stranger at the door of hope») (1955)
- Ghulubt asalih («Tired of forgiving») (1946)
- Hadeeth el Rouh («The Talk of The Soul»)……maqam kurd (1967)
- Hagartek or Hajartak («I left You») EMI (1959)
- Hasibak lil-zaman («I will leave you to Time») (1962)
- Hathehe Laylati («This is My Night»)……maqam bayyati (1968)
- Hayart Albi Ma’ak («You Confused My Heart»)……maqam nahwand (1961)
- Hakam 'alayna al-haw’a («Love has ordered me») (1973)
- Hobb Eih («Which Love»)…..maqam bayyati (1960)
- Howwa Sahih El-Hawa Ghallab («Is love really stronger?») (1960)maqam saba
- Kull al-ahabbah («All the friends») (1941)
- La Diva — CD, EMI Arabia, 1998
- La Diva II — CD, EMI Arabia, 1998
- La Diva III — CD, EMI Arabia, 1998
- La Diva IV — CD, EMI Arabia, 1998
- La Diva V — CD, EMI Arabia, 1998
- Leilet Hobb («a Night of Love») (1973)maqam nahawand
- Lel Sabr Hedod («Patience Has Limits»)……maqam sikah (1964)
- Lessa Faker («You Still Remember»)…….maqam ajam (1960)
- Men Agl Aynayk («For your eyes») (1972)
- Othkorene («Remember Me») (1939)
- Raq il Habeeb («My Beloved Tendered Back») (1941)
- Retrospective — Artists Arabes Associes
- Rihab al-huda (al-Thulathiyah al-Muqaddisah) («the paths to repentance or the holly trinity»)(1972)
- Rubaiyat Al-Khayyam («Quatrains of Omar Khayyám»)…….maqam rast (1950)
- Sirat el Houb («Tale of Love»)…….maqam sikah (1964)
- Toof we Shoof («Wander and wonder») (1963)
- The Classics — CD, EMI Arabia, 2001
- Wi-darit il-ayyam («And Time Passed By»)…….maqam nahwand (1970)
- Ya Karawan («O Plover») (1926)
- Yali Kan Yashqiq Anini («You who enjoyed my cries») (1949)
- Ya Msaharny («You that keeps me awake at night») (1972) maqam rast
- Ya Zalemny («You who were unjust to me») (1954)maqam kurd
- Zalamna El Hob («We Have Sinned Against Love») (1962)